# Опара
Опара — це рідке тісто, яке складається з борошна, дріжджів і рідини, у деяких випадках ще додають цукор. Опару використовують для приготування дріжджового тіста, роблять її безпосередньо перед замісом тіста.

## Опарний спосіб приготування тіста
При опарному способі спочатку роблять опару. Для цього використовують близько половини загальної кількості борошна, до 2/3 води і всю кількість дріжджів. За консистенцією опара рідша від тіста і має температуру 28—32 °С. Тривалість бродіння опари 3—4,5 год.
На готовій опарі замішують тісто, додаючи інгредієнти, що залишилися, та передбачені рецептурою цукор і жир. Тісто має початкову температуру 28—30 °С. Його бродіння триває 1—1,45 год.
Приготування тіста опарним способом триваліше, але двоступінчастий процес бродіння поліпшує пластичні властивості тіста, сприяє гідролізу компонентів борошна та нагромадженню більшої кількості речовин, які надають смаку та аромату хлібові.
Хліб, приготовлений опарним способом, має кращі пористість м'якушки, структуру пор, їхню тонкостінність, тому що в тісті інтенсивніше відбуваються процеси набухання часточок борошна, пентазація білків тощо. Поліпшенню пластичних і смакових якостей тіста сприяє також значне накопичення у ньому молочної кислоти. За опарного способу скоринки хліба краще забарвлені (рожевуваті, світло-коричневі), гладенькі завдяки вмісту в тісті декстринів і цукрів, а також утворенню комплексних сполук — меланоїдів.
Недоліком опарного способу є більша тривалість приготування тіста у порівнянні з безопарним і більша потреба в додатковому устаткуванні. Втрати сухої речовини борошна менші, тому вихід хліба приблизно на 0,5 % менший.

## Види опари
Густі опари містять 60-70 % від загальної кількості борошна. Спосіб приготування тіста на великих густих опарах зумовлює накопичення в опарі та тісті більшої кількості продуктів бродіння, підвищення її кислотності, покращення смаку й аромату виробів, подовження терміну зберігання свіжості. Збільшення кількості збродженого борошна в опарі, інтенсивне оброблення тіста у процесі замішування зумовлюють скорочення тривалості його дозрівання та зниження загальної тривалості технологічного процесу. Цей спосіб не потребує громіздкого обладнання для бродіння тіста під час його безперервного приготування, дає змогу скоротити кількість діж у разі порційного приготування.
Рідкі опари у порівнянні з густими містять удвічі менше борошна, але завдяки високій вологості в них інтенсивніше відбувається бродіння. В цих умовах дріжджові клітини активніші, краще накопичується їхня біомаса, скорочуються затрати на бродіння.
У разі роботи на рідких опарах легше регулювати технологічний процес, вони мають меншу здатність до перекисання у випадку непередбачених перерв у процесі.
Рідкі опари зручно транспортувати по трубопроводах, легко дозувати, отож можливе створення комплексно-механізованих ліній з їхнього приготування.
Проте внаслідок зброджування порівняно незначної кількості борошна і високої вологості вони не можуть забезпечити необхідної якості булочних і здобних виробів. Продукція, виготовлена на рідких опарах, має дещо слабше виражений смак і аромат, швидше черствіє.